# Villa Wiener Straße 2

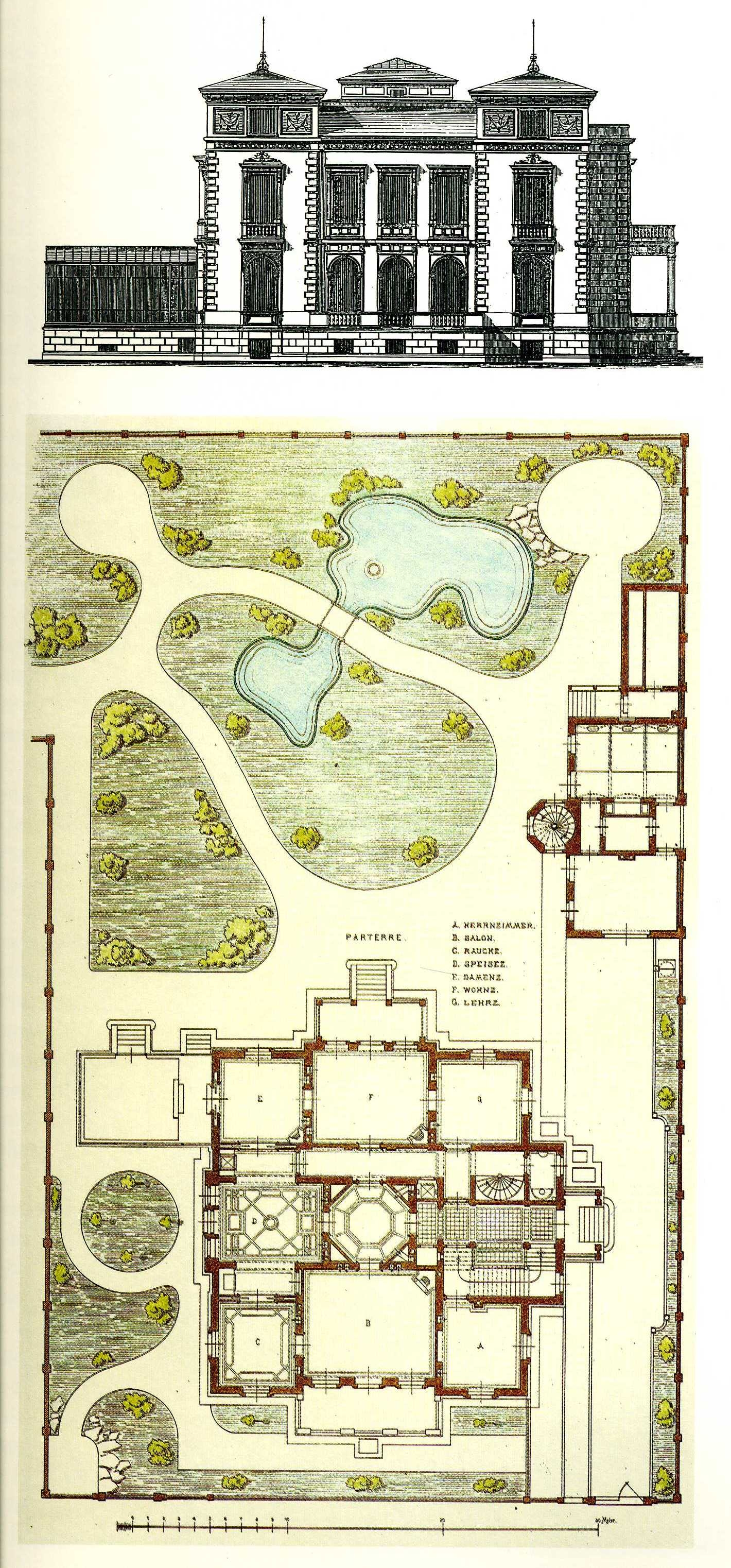
Villa Wiener Straße 2, Ansicht der Straßenfassade und Lageplan/Grundriss

Die Villa Wiener Straße 2 (ursprünglich Hausnummer 44) war ein großbürgerliches Wohnhaus in der Seevorstadt in Dresden. Sie wurde 1873–1875 von Hermann August Richter erbaut und nach dem Vorbild der Villa Rosa von Gottfried Semper gestaltet. Bei den Luftangriffen auf Dresden 1945 wurde das Gebäude zerstört.

## Beschreibung

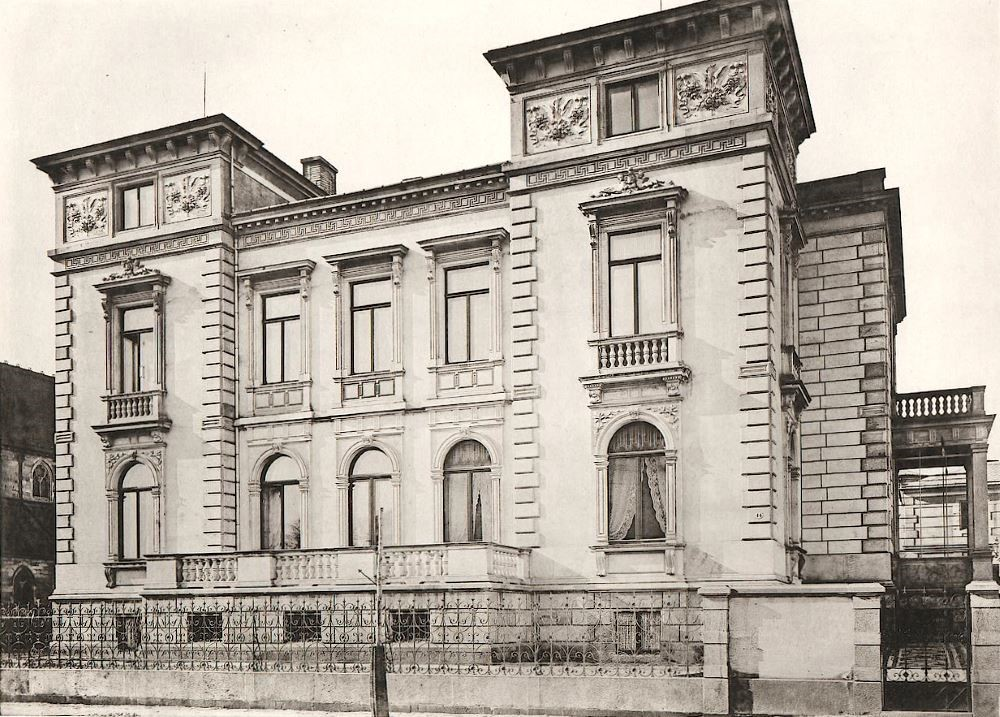
Villa Wiener Straße 2 (als Nr. 44, 1875)

Die Villa war zwei Geschosse hoch und wurde auf nahezu quadratischem Grundriss erbaut (Frontlänge ohne Zufahrten 20,5 Meter, Tiefe 22 Meter). Sowohl die Straßen- als auch die Seitenfassaden wiesen fünf Achsen auf, wovon zwei an den Seiten angebrachte Risalite an der Schaufassade jeweils eine Achse einnahmen. Diese einachsigen Seitenrisalite waren zusätzlich um ein Halbgeschoss erhöht und zeigten eine kräftige Eckquaderung, ansonsten waren die Wandflächen glatt verputzt. Auf Erdgeschosshöhe zeigten sowohl die an den Risaliten als auch in der Rücklage befindlichen Fenster Rundbogenabschlüsse. Das äußere Erscheinungsbild orientierte sich in der Gestaltung der Seitenachsen der Gartenseite und in der Verteilung der Rundbogen- und Rechteckfenster an der Villa Rosa.
Das mit Nebenanlagen 585 Quadratmeter große Gebäude bestand aus hohem Souterrain, Parterre und Etagen und wurde dem Bauprogramm nach so ausgeführt, dass die Nutzung durch eine oder durch zwei Familien erfolgen konnte. In den 1870er Jahren befanden sich im Parterre die Wohnräume, in der ersten Etage Schlafzimmer und Ankleideräume, in der zweiten Etage Gästezimmer und die Zimmer für die Dienerschaft. Das Souterrain enthielt die Küche, Keller und Wirtschaftsräume. Die Beheizung des Hauses erfolgte durch eine zentrale Luftbeheizung, die Beheizung des angebauten Wintergartens durch eine Warmwasser-Mitteldruckheizung.
Auch das Intérieur wurde nach dem Semperschen Vorbild gestaltet. Das mittlere Empfangszimmer erstreckte sich über Parterre und erste Etage und wurde nach oben durch eine oktogonale Kuppelwölbung abgeschlossen. Diese war mit Stuck gegliedert, ein großes Oberlicht mit integrierter Gasbeleuchtung befand sich in der Mitte der Kuppel und versorgte den Zentralraum mit Licht. Während vier der acht Zwickelfelder der Kuppel mit feinen ornamentalen Malereien im genuesischen Stil ausgemalt worden waren, hatte der Dresdner Maler und Akademieprofessor Paul Mohn (1842–1911) die vier anderen Zwickelfelder mit landschaftlichen Bildern in Wachsfarben gestaltet. Mohn gestaltete auch vier andere Gemälde an den Supraporten der Türen, die vom Fußboden der ersten Etage in den Raum führen, dort befand sich umlaufend eine Galerie von einem Meter Breite.
Auf dem Grundstück befanden sich noch Stallgebäude und ein Gewächshaus mit insgesamt 145 Quadratmetern Grundfläche.

## Sonstiges
Das Gebäude wird in der Literatur als Villa Wiener Straße 2 geführt. Auf einem Stadtplan von 1911 ist es aber mit der Adresse Wiener Straße 10 zu finden. Dieser Widerspruch ist noch offen.